# Pierre Morpain
Pierre Morpain, né le 2 février 1686 à Blaye, dans les environs de Bordeaux, et mort le 20 août 1749 à Rochefort, est un officier de marine et corsaire français, actif durant la première et la deuxième guerre intercoloniale, notamment pendant le siège de Louisbourg en 1745,.

## Biographie
Morpain naquît le 2 février 1686 à Blaye, de Jacques Morpain, modeste homme d’affaires de la région Bordelaise.
Actif dans les eaux des Indes occidentales, Morpain est célèbre pour sa brillante carrière de corsaire le long des côtes d'Acadie (et plus tard de Nouvelle-Écosse) pendant la deuxième guerre intercoloniale et la troisième guerre intercoloniale. Il fait une arrivée providentielle à la capitale acadienne, Port Royal, remorquant des prises chargées de ravitaillement, peu de temps après le premier siège de 1707,.Des années plus tard, il participera en tant que commandant militaire à la défense de la forteresse de Louisbourg pendant le siège de 1745,,.